# Frères (film, 2004)
Pour les articles homonymes, voir Frère (homonymie).
Pour plus de détails, voir Fiche technique et Distribution.
Frères est un film français réalisé par Xavier de Choudens, sorti en 2004.

## Fiche technique
- Titre français : Frères
- Réalisation : Xavier de Choudens
- Scénario : Xavier de Choudens et Olivier Dague
- Montage : Sophie Reine
- Pays d'origine :  France
- Format : noir et blanc
- Dates de sortie : 2004

## Distribution
- Serge Riaboukine : Serge
- Mathieu Genet : Vincent
- Bruce Myers : François, le père
- Marilyne Canto : La jeune femme
- Xavier Laurent : Le jeune flic